# Dầu Giây
Dầu Giây là xã thuộc tỉnh Đồng Nai, Việt Nam.
Trước ngày 16 tháng 6 năm 2025, Dầu Giây là thị trấn huyện lỵ của huyện Thống Nhất, tỉnh Đồng Nai.
Xã Dầu Giây được thành lập ngày 16 tháng 6 năm 2025 theo Nghị quyết số 1662/NQ-UBTVQH15 của Ủy ban Thường vụ Quốc hội trên cơ sở sáp nhập toàn bộ diện tích tự nhiên, quy mô dân số của thị trấn Dầu Giây và các xã Hưng Lộc, Bàu Hàm 2, Lộ 25 thành xã mới có tên gọi là xã Dầu Giây. Xã này chính thức hoạt động từ ngày 01 tháng 7 năm 2025.

## Địa lý
Xã Dầu Giây có vị trí địa lý:
- Phía đông và phía bắc giáp xã Bàu Hàm 2
- Phía tây và phía nam giáp xã Hưng Lộc.

Xã có diện tích 14,14 km², dân số năm 2018 là 23.309 người, mật độ dân số đạt 1.648 người/km².
Xã cách thành phố Hồ Chí Minh 65km, cách thành phố Biên Hòa 35km, cách thành phố Long Khánh 12km và cách thành phố Phan Thiết 125km theo Quốc lộ 1A, cách thành phố Đà Lạt 233km theo Quốc lộ 20.

### Kinh tế

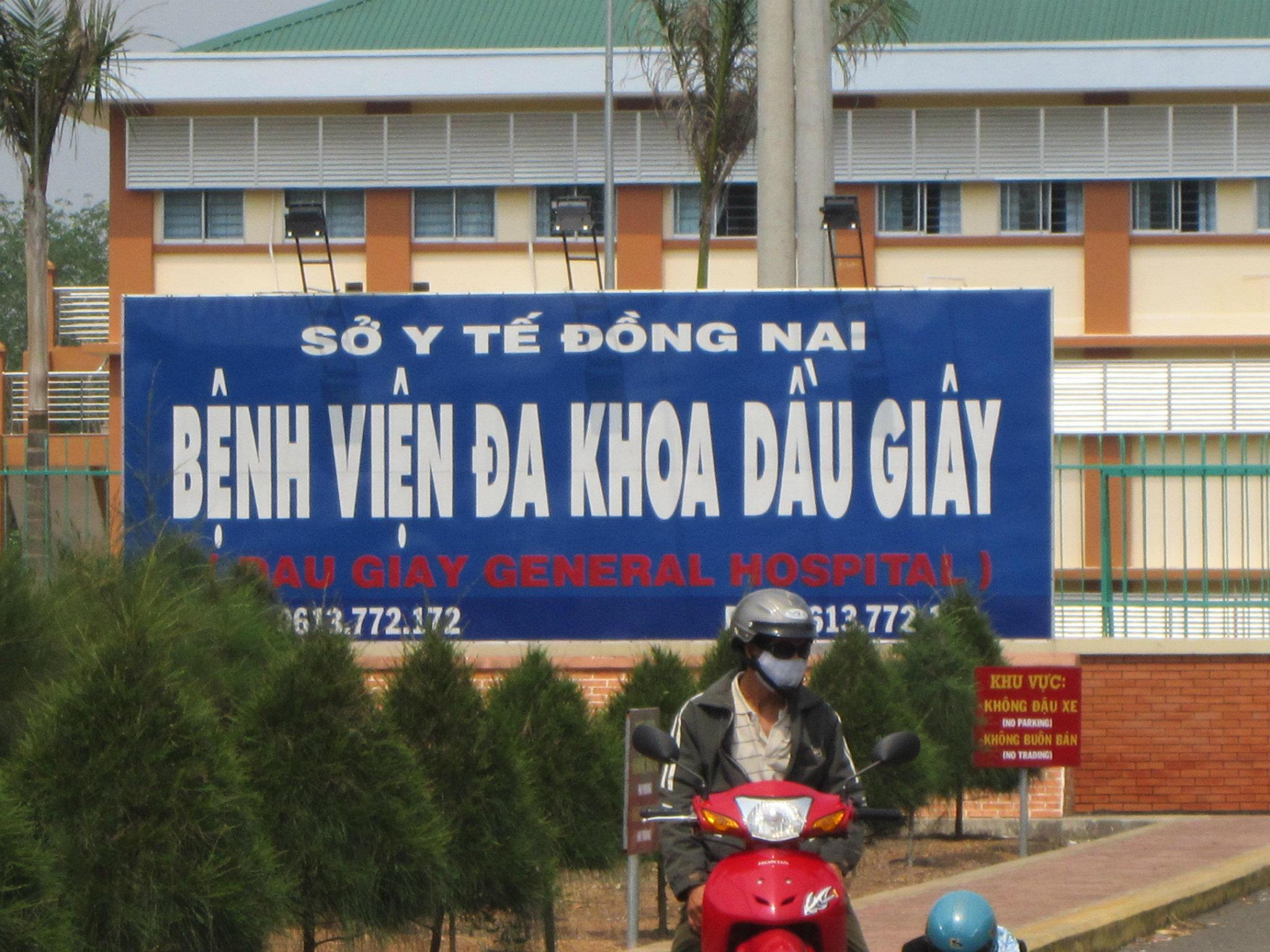
Bệnh viện Đa khoa Dầu Giây

## Lịch sử